# Løgtingswahl 2002
- Republikaner: 8
- Sozialdemokraten: 7
- Selbstverwaltungspartei: 1
- Unionisten: 8
- Zentrumspartei: 1
- Volkspartei: 7

Die Løgtingswahl 2002 auf den Färöern fand am 30. April des Jahres statt. Es war die 15. Wahl seit Erlangung der inneren Selbstverwaltung (heimastýri) im Jahr 1948.
Eindeutiger Sieger dieser Wahl war der unionistische Sambandsflokkurin. Er konnte die beiden Sitze, die er in der Wahl 1998 verloren hatte, zurückgewinnen und ging als größte Partei aus dieser Wahl hervor.
Der linksrepublikanische Tjóðveldisflokkurin konnte seinen Prozentanteil und seine Sitze halten, während der sozialdemokratische Javnaðarflokkurin leichte Verluste hinnehmen musste, die jedoch keinen Sitzverlust zur Folge hatten.
Verlierer dieser Wahl waren der konservative Fólkaflokkurin, der einen Sitz verlor, sowie der Sjálvstýrisflokkurin, der ebenfalls einen Sitz abgeben musste. Insgesamt hatte die Regierungskoalition von Anfinn Kallsberg bei dieser Wahl zwei Sitze eingebüßt. Dennoch konnte die Koalition fortgeführt werden, da der Miðflokkurin noch hinzugezogen wurde und so die Landesregierung Anfinn Kallsberg II entstand.

## Ergebnisse der Løgtingswahl vom 30. April 2002
An der Wahl beteiligten sich sechs Parteien.
| Partei                   | Stimmen | Prozent | Sitze |  |
| ------------------------ | ------- | ------- | ----- |  |
| B – Sambandsflokkurin    | 7954    | 26,0    | 8     |  |
| E – Tjóðveldisflokkurin  | 7229    | 23,7    | 8     |  |
| C – Javnaðarflokkurin    | 6378    | 20,9    | 7     |  |
| A – Fólkaflokkurin       | 6352    | 20,8    | 7     |  |
| D – Sjálvstýrisflokkurin | 1351    | 4,4     | 1     |  |
| H – Miðflokkurin         | 1292    | 4,2     | 1     |  |
| Gesamt                   | 30.556  | 100     | 32    |  |